# ملعب توفيق بهراموف الجمهوري
ملعب توفيق بهراموف (بالأذرية:Tofiq Bəhramov adına Respublika Stadionu) هو ملعب متعدد الأغراض في العاصمة الأذربيجانية باكو، حالياً يستخدم الملعب غالباً لمباريات كرة القدم، وهو مقر منتخب أذربيجان لكرة القدم ونادي باكو الرياضي، تبلغ سعة الملعب 29,850 متفرج ويرجع تاريخ بنائه إلى العام 1951، أطلق عليه عام 1993 اسم ملعب توفيق بهراموف تخليداً لذكرى الحكم الأذربيجاني الدولي توفيق بهراموف.

## معرض صور

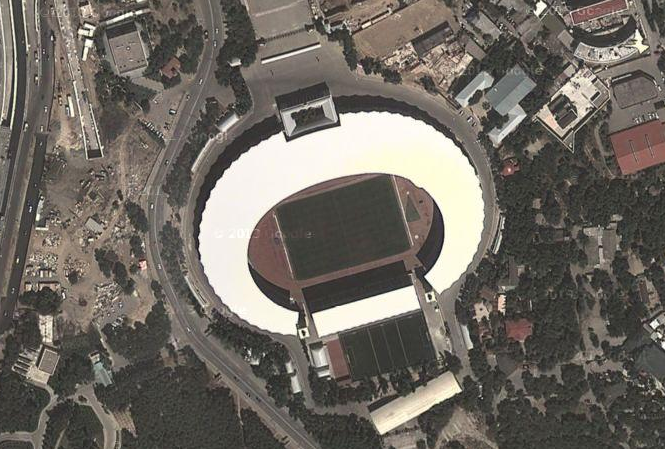
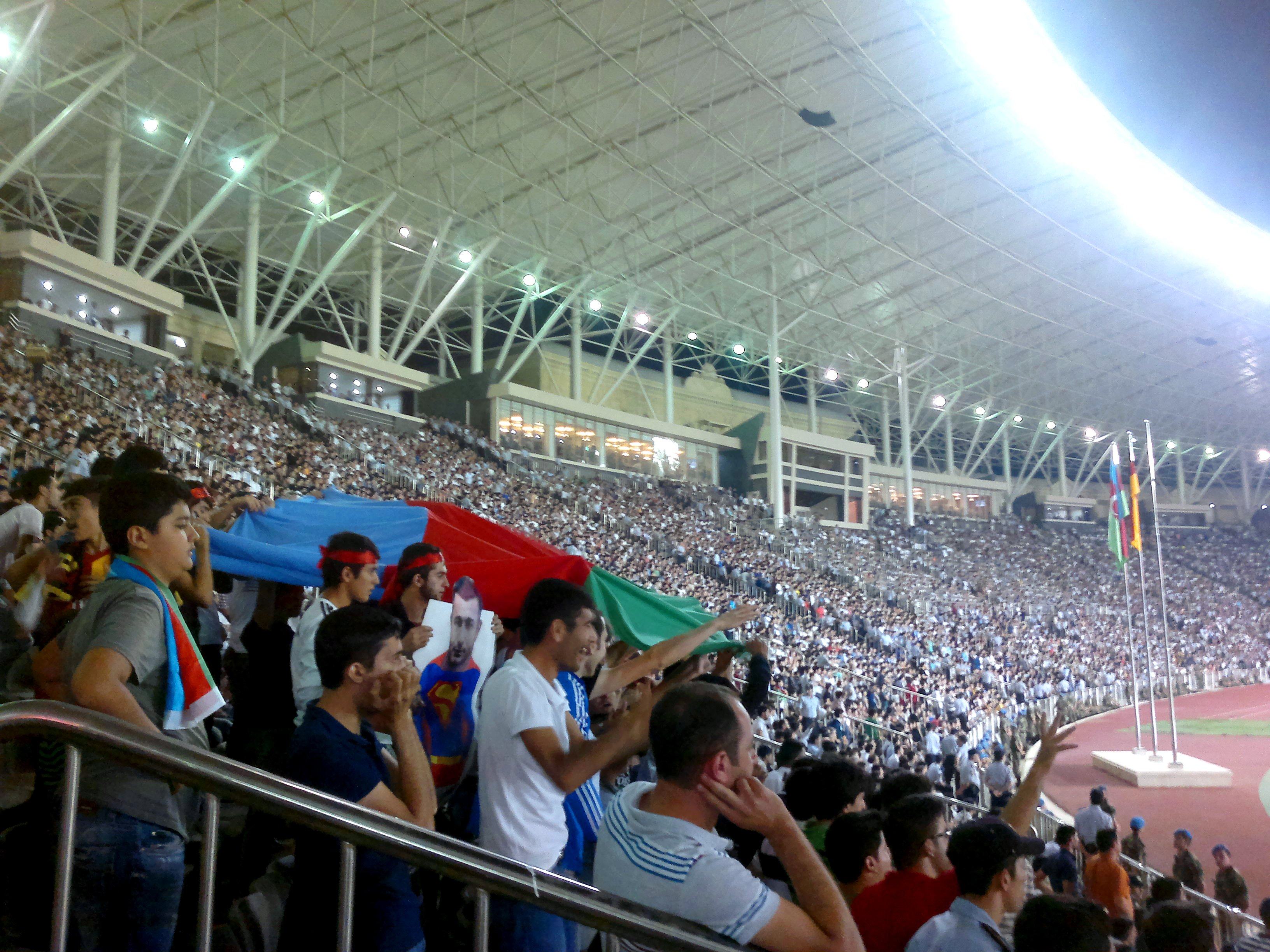
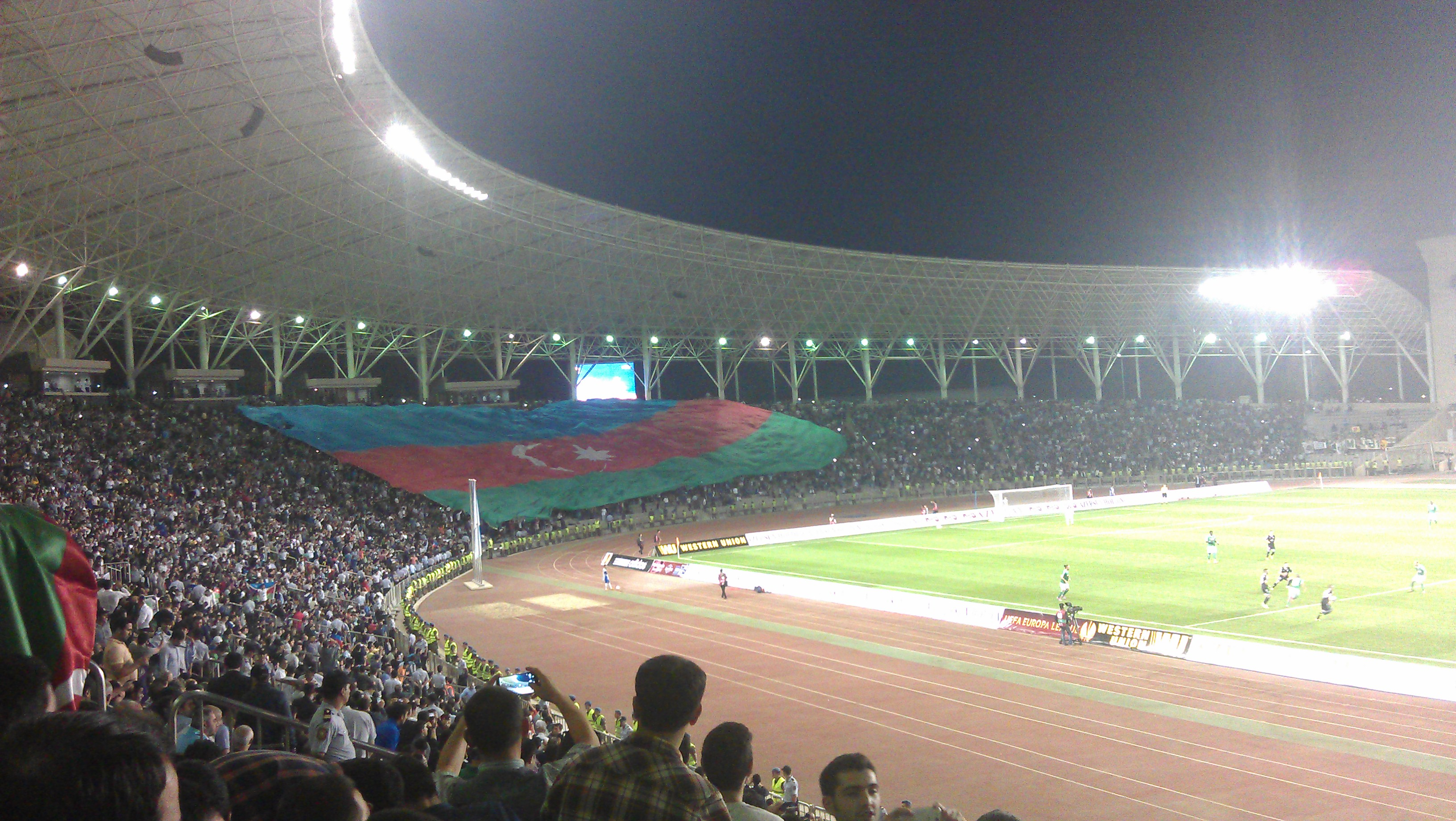